# Wereldkampioenschappen schaatsen afstanden 2023 - 1000 meter mannen
De 1000 meter mannen op de wereldkampioenschappen schaatsen afstanden 2023 werd gereden op zaterdag 4 maart 2023 in het ijsstadion Thialf in Heerenveen, Nederland.
Titelhouder was Kai Verbij, die zijn titel niet kon verdedigen. De achttienjarige Amerikaan Jordan Stolz werd wereldkampioen. Thomas Krol werd tweede, voor de in Haarlem geboren Cornelius Kersten die uitkomt voor Groot-Brittannië.

## Uitslag
| #      | Schaatser                   | Land                | Tijd    |
| ------ | --------------------------- | ------------------- | ------- |
| Goud   | Jordan Stolz                | Verenigde Staten    | 1.07,11 |
| Zilver | Thomas Krol                 | Nederland           | 1.07,78 |
| Brons  | Cornelius Kersten           | Verenigd Koninkrijk | 1.08,02 |
| 4      | Kjeld Nuis                  | Nederland           | 1.08,10 |
| 5      | Håvard Holmefjord Lorentzen | Noorwegen           | 1.08,26 |
| 6      | Hein Otterspeer             | Nederland           | 1.08,31 |
| 7      | Antoine Gélinas-Beaulieu    | Canada              | 1.08,73 |
| 8      | Mathias Vosté               | België              | 1.08,75 |
| 9      | Marten Liiv                 | Estland             | 1.08,82 |
| 10     | Cooper McLeod               | Verenigde Staten    | 1.08,82 |
| 11     | Laurent Dubreuil            | Canada              | 1.08,90 |
| 12     | Tatsuya Shinhama            | Japan               | 1.08,92 |
| 13     | Damian Żurek                | Polen               | 1.09,09 |
| 14     | David Bosa                  | Italië              | 1.09,10 |
| 15     | Ning Zhongyan               | China               | 1.09,15 |
| 16     | Ryota Kojima                | Japan               | 1.09,21 |
| 17     | Piotr Michalski             | Polen               | 1.09,32 |
| 18     | Moritz Klein                | Duitsland           | 1.09,45 |
| 19     | Hendrik Dombek              | Duitsland           | 1.09,60 |
| 20     | Kazuya Yamada               | Japan               | 1.09,79 |
| 21     | Nil Llop                    | Spanje              | 1.10,00 |
| 22     | Lian Ziwen                  | China               | 1.10,19 |
| 23     | Vincent De Haître           | Canada              | 1.10,29 |
| 24     | Liu Bin                     | China               | 1.10,89 |

1996 · 
1997 · 
1998 · 
1999 · 
2000 · 
2001 · 
2003 · 
2004 · 
2005 · 
2007 · 
2008 · 
2009 · 
2011 · 
2012 · 
2013 · 
2015 · 
2016 · 
2017 · 
2019 ·
2020 ·
2021 ·
2023 ·
2024 ·
2025